# Campionati statunitensi di sci alpino 2020
I Campionati statunitensi di sci alpino 2020 si sono svolti a Copper Mountain dal 16 al 22 novembre. Il programma ha incluso gare di discesa libera, supergigante, slalom gigante e slalom speciale, sia maschili sia femminili. La manifestazione era originariamente in programma ad Aspen tra il 28 e il 31 marzo e prevedeva anche gare di combinata e slalom parallelo, sia maschili sia femminili, ma era stata annullata a causa alla pandemia di COVID-19.
Trattandosi di competizioni valide anche ai fini del punteggio FIS, vi hanno potuto partecipare anche sciatori di altre federazioni, senza che questo consentisse loro di concorrere al titolo nazionale statunitense. 

## Risultati

### Uomini

#### Discesa libera
| Pos. | Atleta              | Nazione     | Tempo   |
| ---- | ------------------- | ----------- | ------- |
| 1    | Romed Baumann       | Germania    | 1:28,94 |
| 2    | Josef Ferstl        | Germania    | 1:28,96 |
| 3    | Jared Goldberg      | Stati Uniti | 1:29,09 |
| 4    | Ryan Cochran-Siegle | Stati Uniti | 1:29,33 |
| 5    | Manuel Schmid       | Germania    | 1:29,60 |
| 6    | Erik Arvidsson      | Stati Uniti | 1:29,81 |
| 6    | Sam Morse           | Stati Uniti | 1:29,81 |
| 8    | Kyle Negomir        | Stati Uniti | 1:29,89 |
| 9    | Dominik Schwaiger   | Germania    | 1:30,06 |
| 10   | Simon Jocher        | Germania    | 1:30,12 |

Data: 19 novembre

#### Supergigante
| Pos. | Atleta              | Nazione     | Tempo   |
| ---- | ------------------- | ----------- | ------- |
| 1    | Simon Jocher        | Germania    | 1:16,77 |
| 2    | Romed Baumann       | Germania    | 1:17,25 |
| 3    | Ryan Cochran-Siegle | Stati Uniti | 1:17,30 |
| 4    | Erik Arvidsson      | Stati Uniti | 1:17,39 |
| 5    | Andreas Sander      | Germania    | 1:17,42 |
| 6    | Manuel Schmid       | Germania    | 1:17,52 |
| 7    | River Radamus       | Stati Uniti | 1:17,70 |
| 8    | Josef Ferstl        | Germania    | 1:17,73 |
| 9    | Tommy Ford          | Stati Uniti | 1:17,97 |
| 10   | Sam Morse           | Stati Uniti | 1:18,03 |

Data: 20 novembre

#### Slalom gigante
| Pos. | Atleta              | Nazione     | Tempo   |
| ---- | ------------------- | ----------- | ------- |
| 1    | River Radamus       | Stati Uniti | 2:11,48 |
| 2    | Ryan Cochran-Siegle | Stati Uniti | 2:11,58 |
| 3    | Patrick Kenney      | Stati Uniti | 2:11,99 |
| 4    | Bridger Gile        | Stati Uniti | 2:12,24 |
| 5    | Jimmy Krupka        | Stati Uniti | 2:13,12 |
| 6    | Isaiah Nelson       | Stati Uniti | 2:13,19 |
| 7    | Jacob Dilling       | Stati Uniti | 2:13,45 |
| 8    | Benjamin Ritchie    | Stati Uniti | 2:14,10 |
| 9    | Alex Leever         | Stati Uniti | 2:14,45 |
| 10   | George Steffey      | Stati Uniti | 2:14,86 |

Data: 17 novembre

#### Slalom speciale
| Pos. | Atleta           | Nazione     | Tempo   |
| ---- | ---------------- | ----------- | ------- |
| 1    | Luke Winters     | Stati Uniti | 1:37,01 |
| 2    | Jett Seymour     | Stati Uniti | 1:37,50 |
| 3    | Alex Leever      | Stati Uniti | 1:37,59 |
| 4    | Jacob Dilling    | Stati Uniti | 1:38,01 |
| 5    | Peter Fucigna    | Stati Uniti | 1:40,35 |
| 6    | Fredi Schenider  | Stati Uniti | 1:40,45 |
| 7    | Isaiah Nelson    | Stati Uniti | 1:40,74 |
| 8    | Oliver Parazette | Stati Uniti | 1:40,76 |
| 9    | Kalle Wagner     | Stati Uniti | 1:40,77 |
| 10   | Matthew Macaluso | Stati Uniti | 1:40,91 |

Data: 22 novembre

### Donne

#### Discesa libera
| Pos. | Atleta           | Nazione     | Tempo   |
| ---- | ---------------- | ----------- | ------- |
| 1    | Breezy Johnson   | Stati Uniti | 1:32,24 |
| 2    | A J Hurt         | Stati Uniti | 1:32,94 |
| 3    | Alice McKennis   | Stati Uniti | 1:33,00 |
| 4    | Jacqueline Wiles | Stati Uniti | 1:33,07 |
| 5    | Keely Cashman    | Stati Uniti | 1:33,39 |
| 6    | Isabella Wright  | Stati Uniti | 1:33,90 |
| 7    | Lauren Macuga    | Stati Uniti | 1:34,49 |
| 8    | Patricia Mangan  | Stati Uniti | 1:36,49 |
| 9    | Allison Mollin   | Stati Uniti | 1:38,35 |
| 10   | Tatum Grosdidier | Stati Uniti | 1:39,09 |

Data: 19 novembre

#### Supergigante
| Pos. | Atleta           | Nazione     | Tempo   |
| ---- | ---------------- | ----------- | ------- |
| 1    | Alice McKennis   | Stati Uniti | 1:16,32 |
| 2    | Keely Cashman    | Stati Uniti | 1:16,79 |
| 3    | Breezy Johnson   | Stati Uniti | 1:17,28 |
| 4    | Isabella Wright  | Stati Uniti | 1:17,49 |
| 5    | Patricia Mangan  | Stati Uniti | 1:17,53 |
| 6    | Lauren Macuga    | Stati Uniti | 1:18,14 |
| 7    | Emma Resnick     | Stati Uniti | 1:18,89 |
| 8    | Zoe Zimmermann   | Stati Uniti | 1:19,70 |
| 9    | Tatum Grosdidier | Stati Uniti | 1:20,66 |
| 10   | Kjersti Moritz   | Stati Uniti | 1:20,69 |

Data: 20 novembre

#### Slalom gigante
| Pos. | Atleta                   | Nazione     | Tempo   |
| ---- | ------------------------ | ----------- | ------- |
| 1    | Katie Hensien            | Stati Uniti | 2:18,20 |
| 2    | Keely Cashman            | Stati Uniti | 2:18,83 |
| 3    | Allie Resnick            | Stati Uniti | 2:18,96 |
| 4    | Patricia Mangan          | Stati Uniti | 2:19,24 |
| 5    | Nicola Rountree-Williams | Stati Uniti | 2:19,43 |
| 6    | Mikaela Tommy            | Canada      | 2:20,03 |
| 7    | Storm Klomhaus           | Stati Uniti | 2:20,04 |
| 8    | Nellie Rose Talbot       | Stati Uniti | 2:20,44 |
| 9    | Emma Resnick             | Stati Uniti | 2:20,67 |
| 10   | Britt Richardson         | Canada      | 2:20,84 |

Data: 16 novembre

#### Slalom speciale
| Pos. | Atleta               | Nazione     | Tempo   |
| ---- | -------------------- | ----------- | ------- |
| 1    | A J Hurt             | Stati Uniti | 1:40,94 |
| 2    | Keely Cashman        | Stati Uniti | 1:41,70 |
| 3    | Katie Hensien        | Stati Uniti | 1:42,24 |
| 4    | Claire Thomas        | Stati Uniti | 1:44,86 |
| 5    | Ava Sunshine Jemison | Stati Uniti | 1:45,24 |
| 5    | Emma Resnick         | Stati Uniti | 1:45,24 |
| 7    | Britt Richardson     | Canada      | 1:46,06 |
| 8    | Allie Resnick        | Stati Uniti | 1:46,19 |
| 9    | Reece Bell           | Regno Unito | 1:46,69 |
| 10   | Olivia Holm          | Stati Uniti | 1:46,70 |

Data: 21 novembre